# 岡田浩一
岡田 浩一（おかだ こういち）
1. 九州朝日放送（KBC）アナウンサー。本項で記載。
2. TBSテレビスポーツ局所属のプロデューサー。主にゴルフ中継全般を担当。→岡田浩一 (TBS)

岡田 浩一（おかだ こういち、1966年9月10日 - ）はKBC九州朝日放送大阪支社営業部部長代理、元アナウンサー。

## 人物・履歴
東京都北区出身。祖父は国語学者の平山輝男。明治大学卒業後、UTYテレビ山梨に入社。
1994年にKBCへ移籍、福岡ソフトバンクホークス戦をはじめとするスポーツ実況を中心に活動していたが喉の調子が悪くなり、2007年の夏ごろからアナウンス部デスクに異動したため、2007年6月2日に行われた福岡ソフトバンクホークス対中日ドラゴンズの交流戦（この試合は東海ラジオ放送にもネット）のラジオ中継を最後にプロ野球の実況を行っていない（テレビでは同年5月22日の福岡ソフトバンクホークス対阪神タイガースの交流戦が最後）。その後も時折ベンチリポート担当として引き続き野球中継には出演していた。
テレビ朝日系列のプロ野球中継はABCテレビのアナウンサーが担当する関西地区の試合を除いてキー局テレビ朝日のアナウンサーが実況を担当することがほとんどであるが、2004年10月10日に福岡ドームで行われたパ・リーグプレーオフ第2ステージ第4戦、福岡ダイエーホークス対西武ライオンズ戦ではテレビの全国中継の実況を担当した。
その後、北九州支社営業部を経て、現職。

## 出演番組

### ラジオ
- KBCホークスナイター
- カプセルマガジン月曜日担当（2007年1月より）

### テレビ
- スーパーベースボール（福岡ソフトバンクホークス戦）

現在、テレビ、ラジオともにレギュラー番組を持っていないが、ニュースやパーソナリティ休暇時のピンチヒッターとして出演している